# Комиссаров, Сергей Алексеевич
Сергей Алексеевич Комиссаров — советский хозяйственный, государственный и политический деятель.

## Биография
Родился в 1921 году в Тюмени. Член ВКП(б) с 1943 года.
Участник Великой Отечественной войны. С 1946 года — на хозяйственной, общественной и политической работе. В 1946—1971 гг. — инструктор Отдела кадров Заречного районного комитета, Организационно-инструкторского отдела, заместитель заведующего Отделом партийных органов Тюменского городского комитета ВКП(б), заместитель директор Кондинского леспромхоза по политической части, директор Ханты-Мансийского лесокомбината, директор Урманного леспромхоза, секретарь, 2-й секретарь Ханты-Мансийского окружного комитета КПСС, председатель Исполнительного комитета Ханты-Мансийского окружного Совета, начальник Управления топливной промышленности Исполнительного комитета Тюменского областного Совета.
Умер в 1989 году в Тюмени.